# Marele Premiu Mondial
Marele Premiu Mondial este un turneu profesionist de snooker la care participă doar primii 32 de jucători în clasamentul sezonului. Ediția inaugurală a avut loc în 2015, în Țara Galilor. Australianul Neil Robertson este campionul en-titre.
Inițial, turneul a fost unul invitațional, prima ediție având loc în martie 2015 la Llandudno, Țara Galilor, pentru primii 32 de jucători din clasamentul sezonului 2024-2015. Din 2016, Marele Premiu Mondial a devenit turneu de clasament.
Pentru a treia ediție din 2017, turneul părăsește Țara Galilor și este găzduit la Guild Hall din Preston, Lancashire, Anglia. De asemenea, este mutat din martie în februarie.
În 2019, turneul a fost inclus în nou-creata Coral Cup și a fost marcat drept „Coral World Grand Prix”, fiind inclus astfel într-o serie de trei turnee, alături de Campionatul Jucătorilor (la care participă primii 16 jucători în clasamentul anului) și Campionatul Circuitului (la care sunt prezenți doar primii opt jucători în clasamentul anului). Sponsorul s-a schimbat în Cazoo în 2021, apoi în Duelbits în 2023.
Turneul s-a mutat în Hong Kong în 2025. A fost primul turneu de clasament care a avut loc acolo în ultimii 35 de ani, deși regiunea a găzduit de mai multe ori de atunci un turneu invitațional (Hong Kong Masters). Iar fondul de premii a crescut substanțial de la 380.000 de lire sterline la 700.000 de lire sterline.

## Câștigători
| An                                                        | Câștigător              | Finalist                | Scor | Arena               | Oraș                    | Sezon   |
| --------------------------------------------------------- | ----------------------- | ----------------------- | ---- | ------------------- | ----------------------- | ------- |
| Marele Premiu Mondial (invitațional, 2015)                |                         |                         |      |                     |                         |         |
| 2015                                                      | Judd Trump (ENG)        | Ronnie O'Sullivan (ENG) | 10–7 | Venue Cymru         | Llandudno, Țara Galilor | 2014/15 |
| Marele Premiu Mondial (turneu de clasament, 2016–prezent) |                         |                         |      |                     |                         |         |
| 2016                                                      | Shaun Murphy (ENG)      | Stuart Bingham (ENG)    | 10–9 | Venue Cymru         | Llandudno, Țara Galilor | 2015/16 |
| 2017                                                      | Barry Hawkins (ENG)     | Ryan Day (WAL)          | 10–7 | Preston Guild Hall  | Preston, Anglia         | 2016/17 |
| 2018                                                      | Ronnie O'Sullivan (ENG) | Ding Junhui (CHN)       | 10–3 | Preston Guild Hall  | Preston, Anglia         | 2017/18 |
| 2019                                                      | Judd Trump (ENG)        | Ali Carter (ENG)        | 10–6 | The Centaur         | Cheltenham, Anglia      | 2018/19 |
| 2020 (Feb)                                                | Neil Robertson (AUS)    | Graeme Dott (SCO)       | 10–8 | The Centaur         | Cheltenham, Anglia      | 2019/20 |
| 2020 (Dec)                                                | Judd Trump (ENG)        | Jack Lisowski (ENG)     | 10–7 | Marshall Arena      | Milton Keynes, Anglia   | 2020/21 |
| 2021                                                      | Ronnie O'Sullivan (ENG) | Neil Robertson (AUS)    | 10–8 | Coventry Arena      | Coventry, Anglia        | 2021/22 |
| 2023                                                      | Mark Allen (NIR)        | Judd Trump (ENG)        | 10–9 | The Centaur         | Cheltenham, Anglia      | 2022/23 |
| 2024                                                      | Ronnie O'Sullivan (ENG) | Judd Trump (ENG)        | 10–7 | Morningside Arena   | Leicester, Anglia       | 2023/24 |
| 2025                                                      | Neil Robertson (AUS)    | Stuart Bingham (ENG)    | 10–0 | Kai Tak Sports Park | Kowloon, Hong Kong      | 2024/25 |